# Alpy Ötztalskie

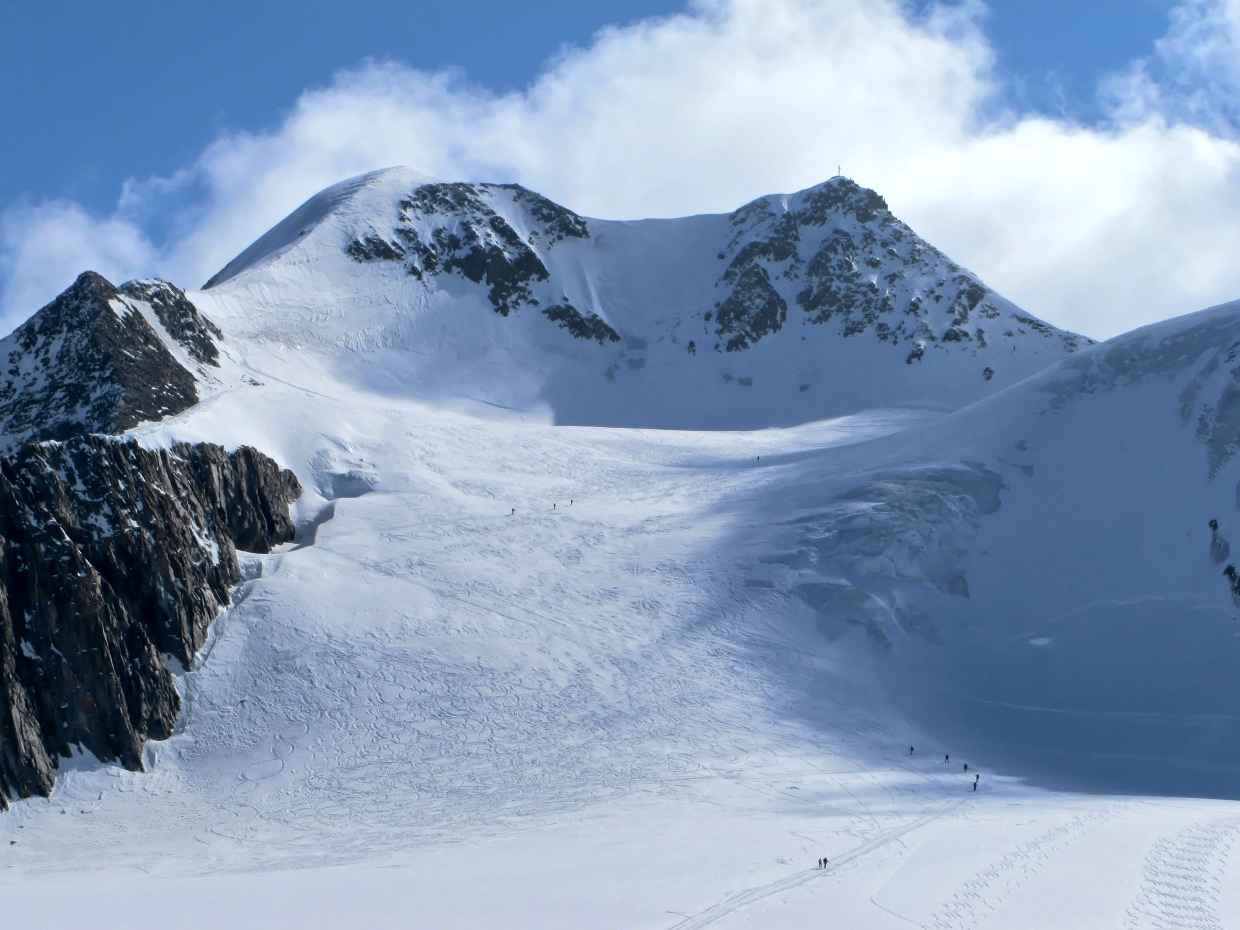
Wildspitze

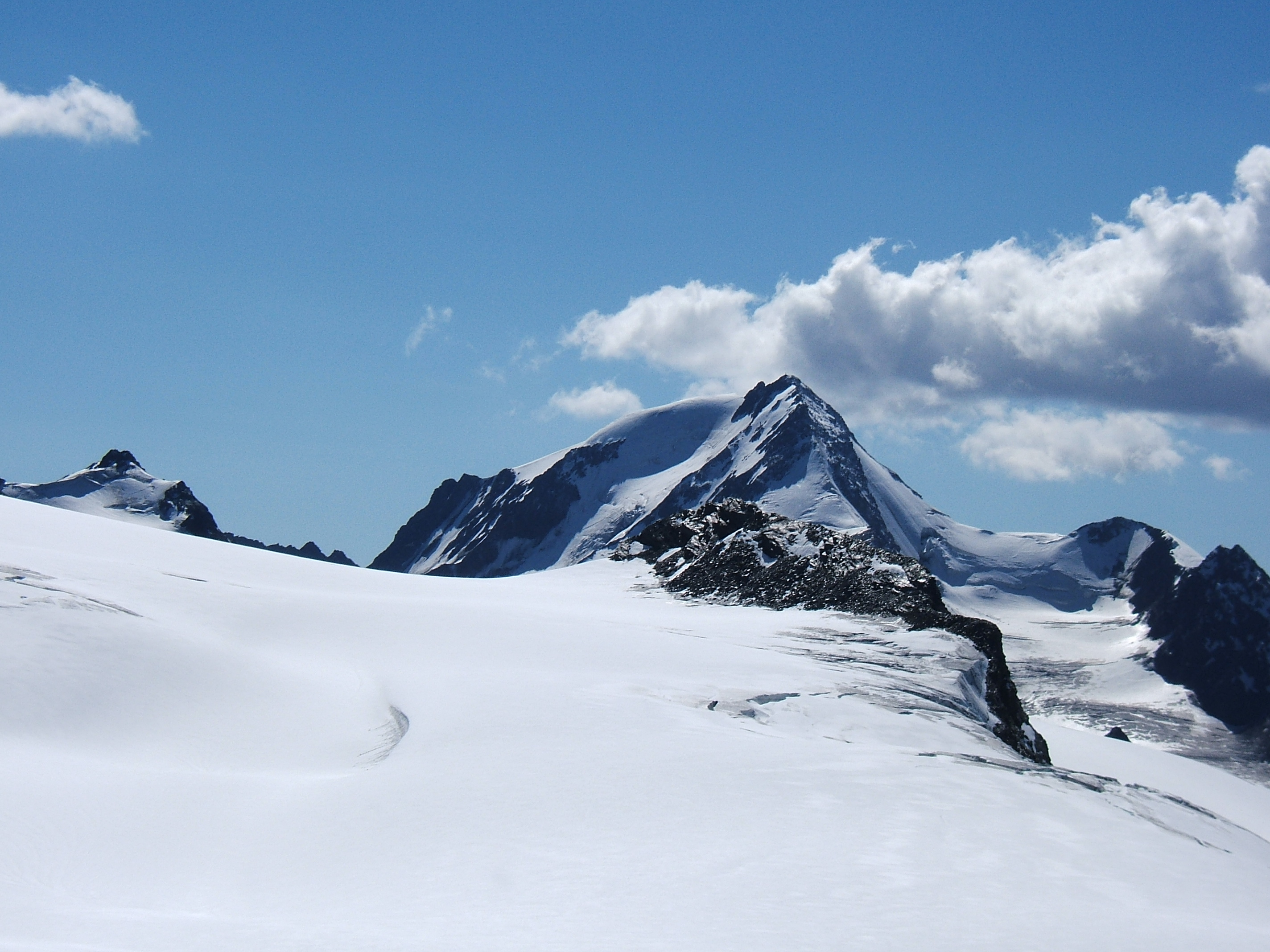
Weißkugel

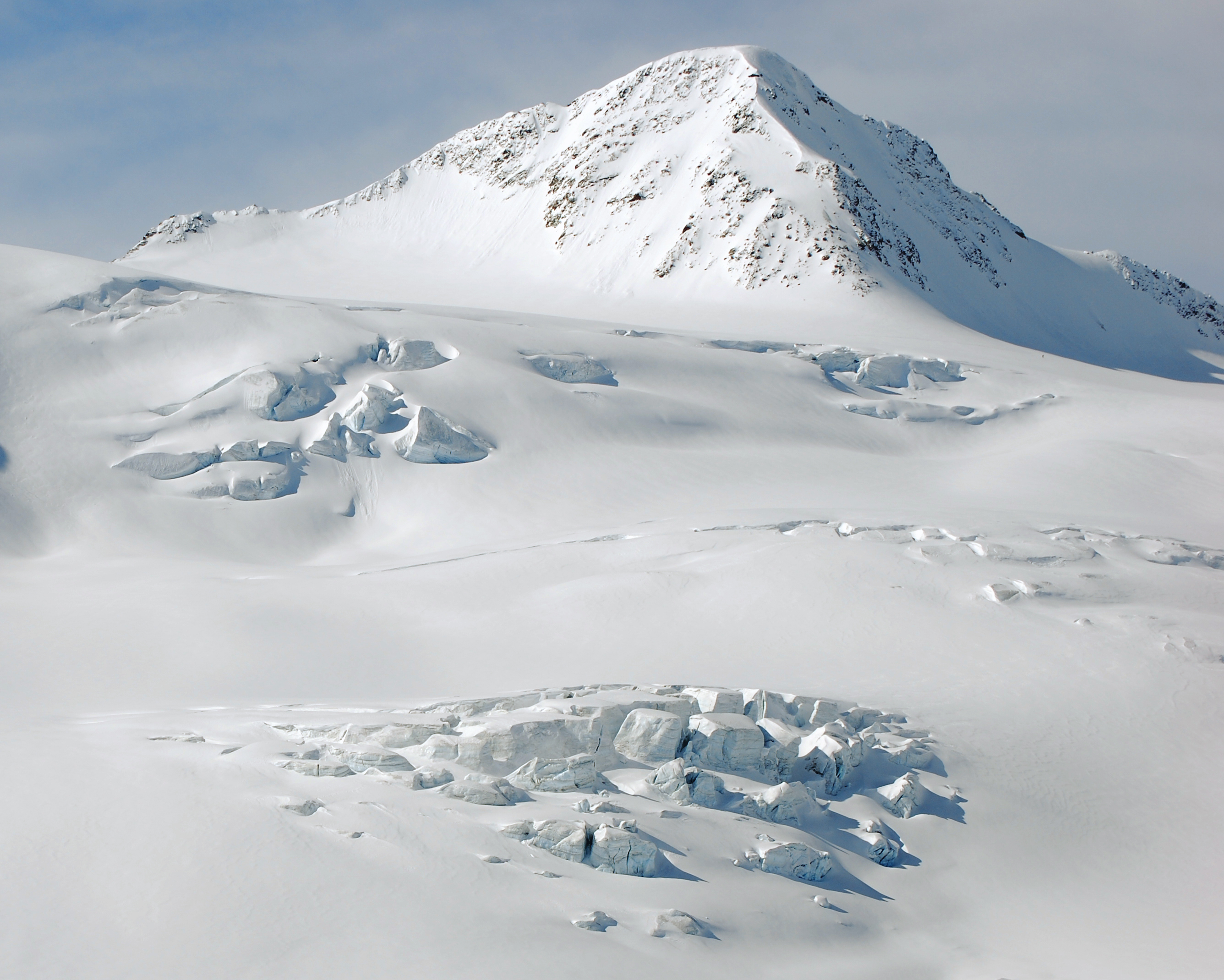
Hinterer Brochkogel

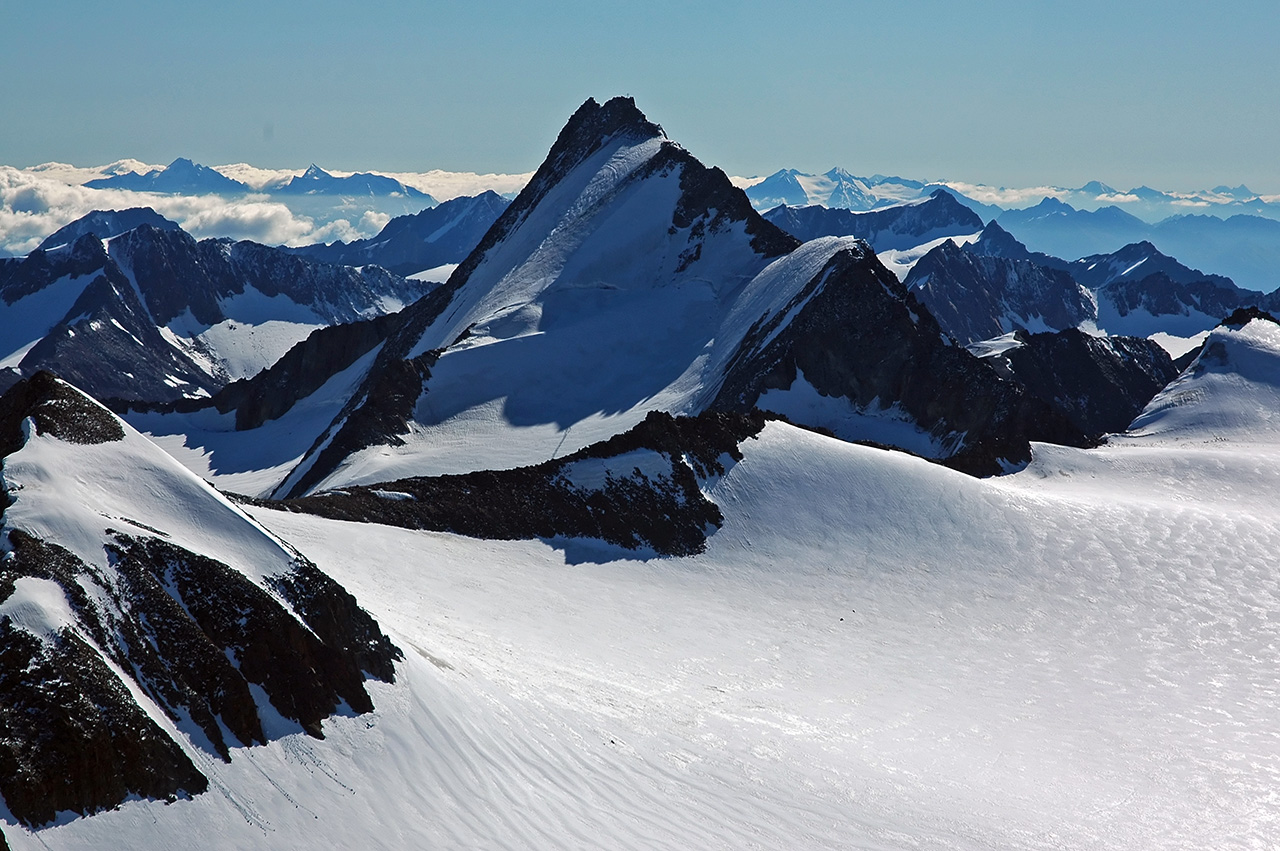
Hintere Schwärze

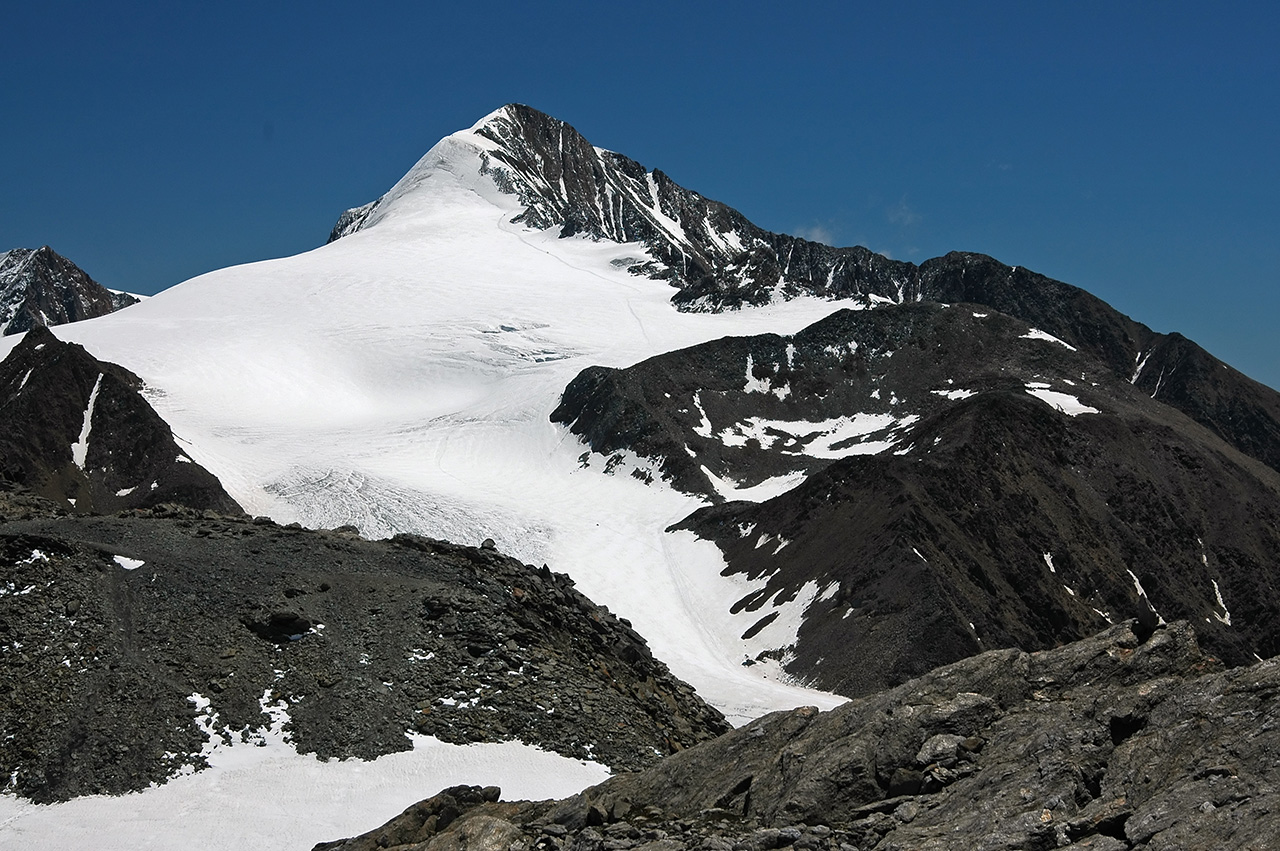
Similaun

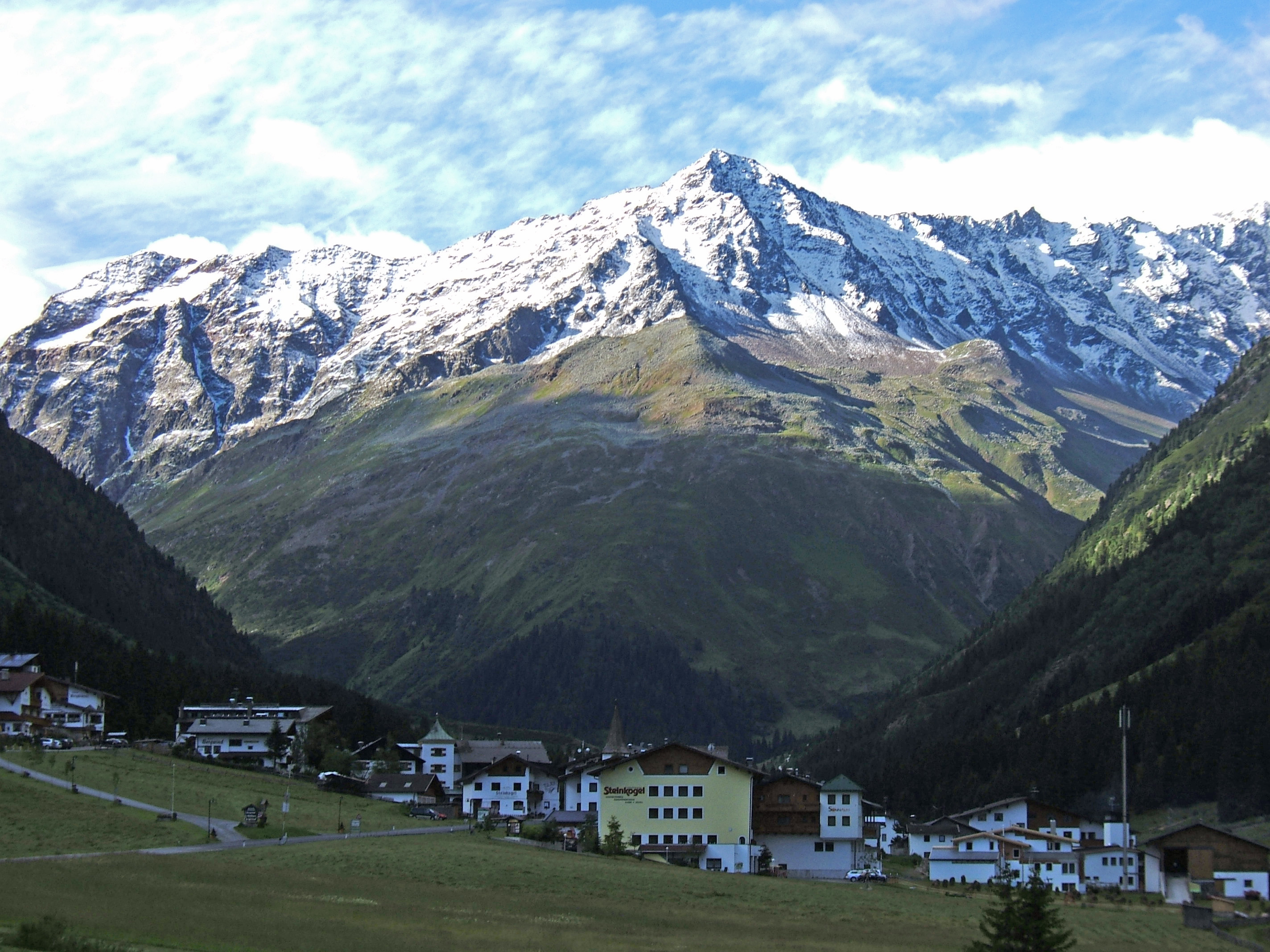
Mittagskogel

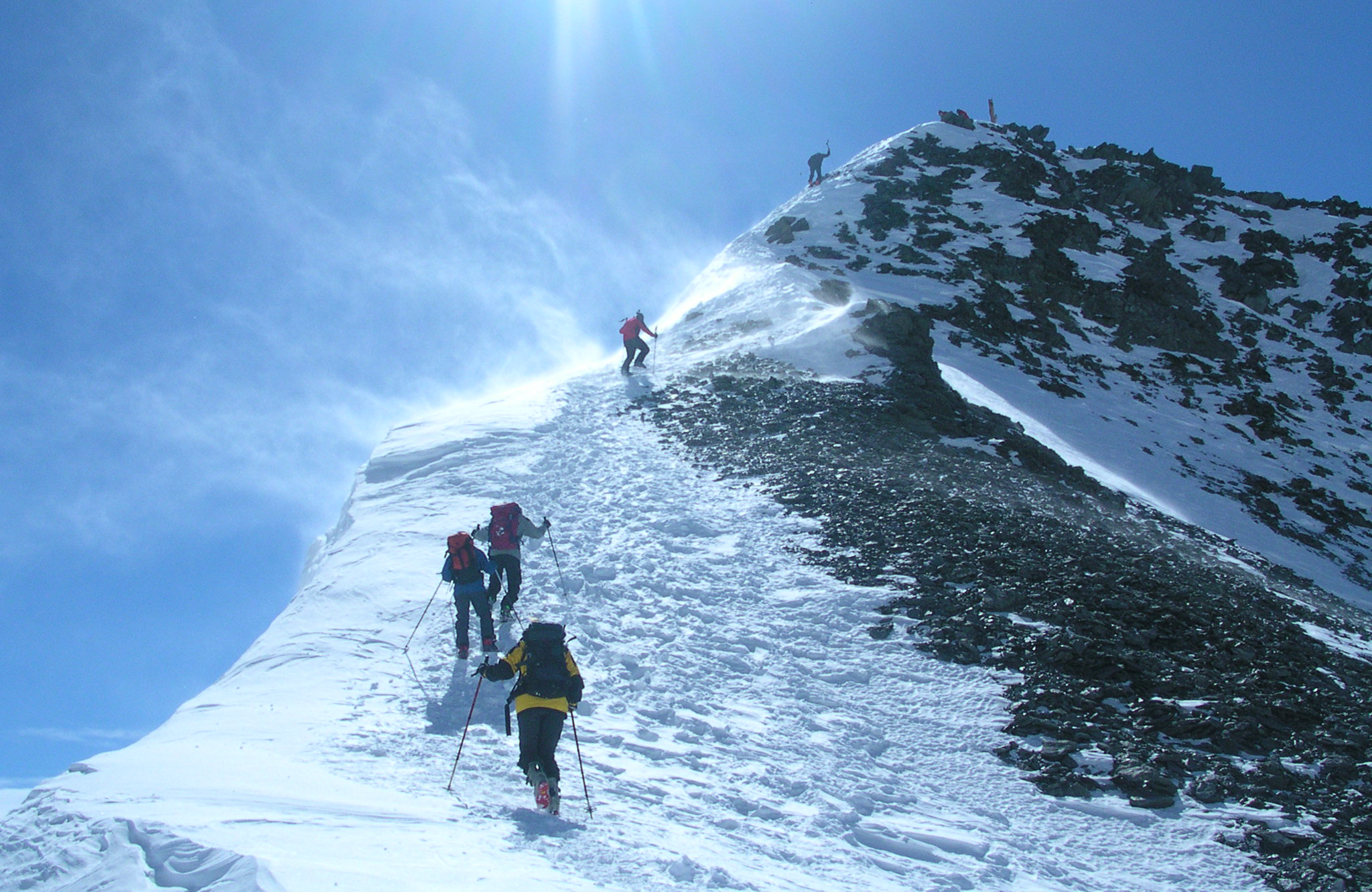
K2

Alpy Ötztalskie (niem. Ötztaler Alpen, wł. Alpi Venoste) – pasmo górskie na granicy austriacko-włoskiej. Najwyższy szczyt to Wildspitze (3768 m n.p.m.). Alpy Ötztalskie to jedno z największych pasm w Alpach Wschodnich. Występują tutaj liczne lodowce. Ponad 300 szczytów przekracza wysokością 3000 m, opadając stromymi ścianami do malowniczych dolin. Nazwa grupy pochodzi od miejscowości Oetz, w dolinie Ötztal. Alpy Ötztalskie znajdują się między dwiema ważnymi drogami biegnącymi z zachodu na wschód: dolinę Innu na północy i dolinę Vinschgau (Val Venosta) na południu.
Główny łańcuch biegnie z zachodu na wschód tworząc granicę między Austrią, a Włochami. Część austriacka (północna) dość znacznie różni się od włoskiej (południowej). Po stronie austriackiej leżą liczne lodowce, a turystyka narciarska jest bardzo dobrze rozwinięta. Rzeki odprowadzające wodę z tych gór płyną z południa na północ trzema dużymi dolinami: Ötztal, Pitztal i Kauner Tal.
Po stronie włoskiej lodowce są małe, w kilku przypadkach lodowce północne sięgają poza granicę międzypaństwową. Rejony te są znacznie mniej popularne co powoduje, iż południowe Alpy Ötztalskie są dość odludne, z wyjątkiem Kurzras w dolinie Schnalstal (gdzie znajduje się kolej linowa prowadząca na Grawand). Rzeki płyną w różnych kierunkach, a niektóre doliny nie są przejezdne samochodami, co zmusza do pieszej wędrówki na część okolicznych szczytów.
Podgrupy Alp Ötztalskich to:
- Geigenkamm, najwyższy szczyt – Hohe Geige (3393 m),
- Kaunergrat, najwyższy szczyt – Watzespitze (3532 m),
- Glockturmkamm, najwyższy szczyt – Glockturm (3353 m),
- Nauderer Berge, najwyższy szczyt – Mittlerer Seekarkopf (3063 m),
- Weißkamm, najwyższy szczyt – Wildspitze (3768 m),
- Hauptkamm, najwyższy szczyt – Weißkugel (3739 m),
- Texelgruppe, najwyższy szczyt – Roteck (3336 m),
- Saldurkamm, najwyższy szczyt – Schwemser Spitze (3459 m),
- Planeiler Berge, najwyższy szczyt – Äußerer Bärenbartkogel (3473 m).

Najwyższe szczyty:
| - Wildspitze 3768 m, - Weißkugel 3739 m, - Hinterer Brochkogel 3635 m, - Hintere Schwärze 3628 m, - Similaun 3599 m, - Vorderer Brochkogel 3565 m, - Innerer Bärenbartkogel 3557 m, - Ötztaler Urkund 3556 m, - Marzellspitze 3555 m, - Ramolkogel 3549 m, - Schalfkogel 3540 m, - Watzespitze 3537 m, - Hochvernagtspitze 3535 m, - Weißseespitze 3518 m, - Mutmalspitze 3522 m, - Fineilspitze 3514 m, - Fluchtkogel 3497 m, - Firmisanschneid 3490 m, - Hochwilde 3480 m, - Äußerer Bärenbartkogel 3473, - Hinterer Seelenkogel 3472 m, - Karlesspitze 3462 m, - Schwemser Spitze 3459 m, - Kreuzspitze 3455 m, - Saldurspitze 3433 m, - Sexegertenspitze 3428 m, - Verpeilspitze 3423 m, - Spiegelkogel 3426 m, - Gampleskogel 3399 m, - Diemkogel 3398 m, | - Rostizkogel 3394 m, - Hohe Geige 3393 m, - Taschachwand 3358 m, - Saykogel 3360 m, - Glockturm 3353 m, - Rofelewand 3353 m, - Puitkogel 3345 m, - Roteck 3337 m, - Granatenkogel 3318 m, - Manigenbachkogel 3314 m, - Stockkogel 3276 m, - Im Hinteren Eis 3270 m, - Lodner 3268 m, - K2 3253 m, - Wassertalkogel 3252 m, - Zirmeggenkogel 3229 m, - Wurmtaler Kopf 3225 m, - Nederkogel 3163 m, - Mittagskogel 3162 m, - Gebhardspitze 3118 m, - Schermerspitze 3116 m, - Kirchenkogel 3113 m, - Luibiskogel 3112 m, - Grieskogel 3107 m, - Wurmkogel 3082 m, - Fundusfeiler 3079 m, - Mittlerer Seekarkopf 3063 m, - Königskogel 3050 m, - Geislacher Kogel 3050 m, - Wildes Mannle 3023 m. |  |

Schroniska:
| - Anton-Renk-Hütte, - Brandenburger Haus, - Stalderhütte, - Braunschweiger Hütte, - Breslauer Hütte - Rüsselsheimer Hütte, - Erlanger Hütte, - Forchheimer Biwakschachtel, - Gepatschhaus, - Unterkunft am Hauersee, - Hochjochhospiz, - Hochwildehaus, - Hohenzollernhaus, - Kaunergrathütte, | - Langtalereckhütte, - Lehnerjochhütte, - Martin-Busch-Haus (Neue Samoar Hütte), - Nauderer Skihütte, - Ramolhaus, - Rauhekopfhütte, - Rheinland-Pfalz-Biwak, - Riffelseehütte, - Selber Haus, - Taschachhaus, - Vernagthütte, - Verpeilhütte, - Talherberge Zwieselstein. |  |

## Ötzi
19 września 1991 r. dwoje niemieckich turystów znalazło szczątki człowieka, który zmarł ponad 3100 lat p.n.e. Nadano mu imię "Ötzi".